# Parco Leonardo
Parco Leonardo is een plaats (frazione) in de Italiaanse gemeente Fiumicino.